# Маргаритовский сельсовет
Маргари́товский сельсове́т — упразднённое сельское поселение в Мазановском районе Амурской области.
Административный центр — село Маргаритовка.

## История
3 декабря 2004 года в соответствии с Законом Амурской области № 384-ОЗмуниципальное образование наделено статусом сельского поселения.
Законом Амурской области от 7 мая 2015 года № 539-ОЗ,
Дмитриевский и Маргаритовский сельсоветы объединены в Дмитриевский сельсовет.

## Население
| 2002 | 2010 | 2011 | 2012 | 2013 | 2014 | 2015 |
| ---- | ---- | ---- | ---- | ---- | ---- | ---- |
| 420  | ↘373 | ↘371 | ↘368 | ↘354 | ↗355 | ↘351 |

## Состав сельского поселения
| № | Населённый пункт | Тип населённого пункта       | Население |
| - | ---------------- | ---------------------------- | --------- |
| 1 | Маргаритовка     | село, административный центр | ↘329      |